# ヨラム (ユダ王)
ヨラムは、ユダ王国第5代の王である。

## 生涯
ヨシャファトの子で、父ヨシャファトを助けていたが、北イスラエルのヨラム王の第5年目に32歳で即位した。
妻は、北イスラエルの王アハブの娘アタルヤであった。妻にそそのかされてヨラムは主から離れ、ヨシャファトが要塞のある町に配置した兄弟6人を殺害した。さらにアハブとイゼベルの信仰にならい、偶像礼拝を復帰させ、自身も偶像礼拝に従った。父が除去した高き所を復興した。
預言者エリヤは手紙を書いて、ヨラムを厳しく非難した。ヨラムは罪の故にさばきが来ると言う警告を受けた。
ペリシテ人とアラム人がユダに攻め上り、王宮の全財産を奪い、ヨラムの妻子をすべて奪い去り、末子エホアハズだけが残った。これが後のユダ王国第6代の王アハズヤである。
ヨラムは親戚だった北イスラエルの王に従ったので、神からの罰として内臓の病気になり、2年間苦しんで病没した。彼の死を惜しむものはなく、彼はユダの王たちの墓には葬られなかった。
エドウィン・ティーレによると、ヨラムは北イスラエルで用いられていた非即位年方式の算定法をユダ王国に採用したと言われる。また、ヨラムの治世にてエドムとリブナがユダ王国から離反、独立した。